# Rionegrito
Rionegrito (en senabrés Rionegritu) es una localidad del municipio de Rosinos de la Requejada, en la comarca de Sanabria, provincia de Zamora (España).

## Historia

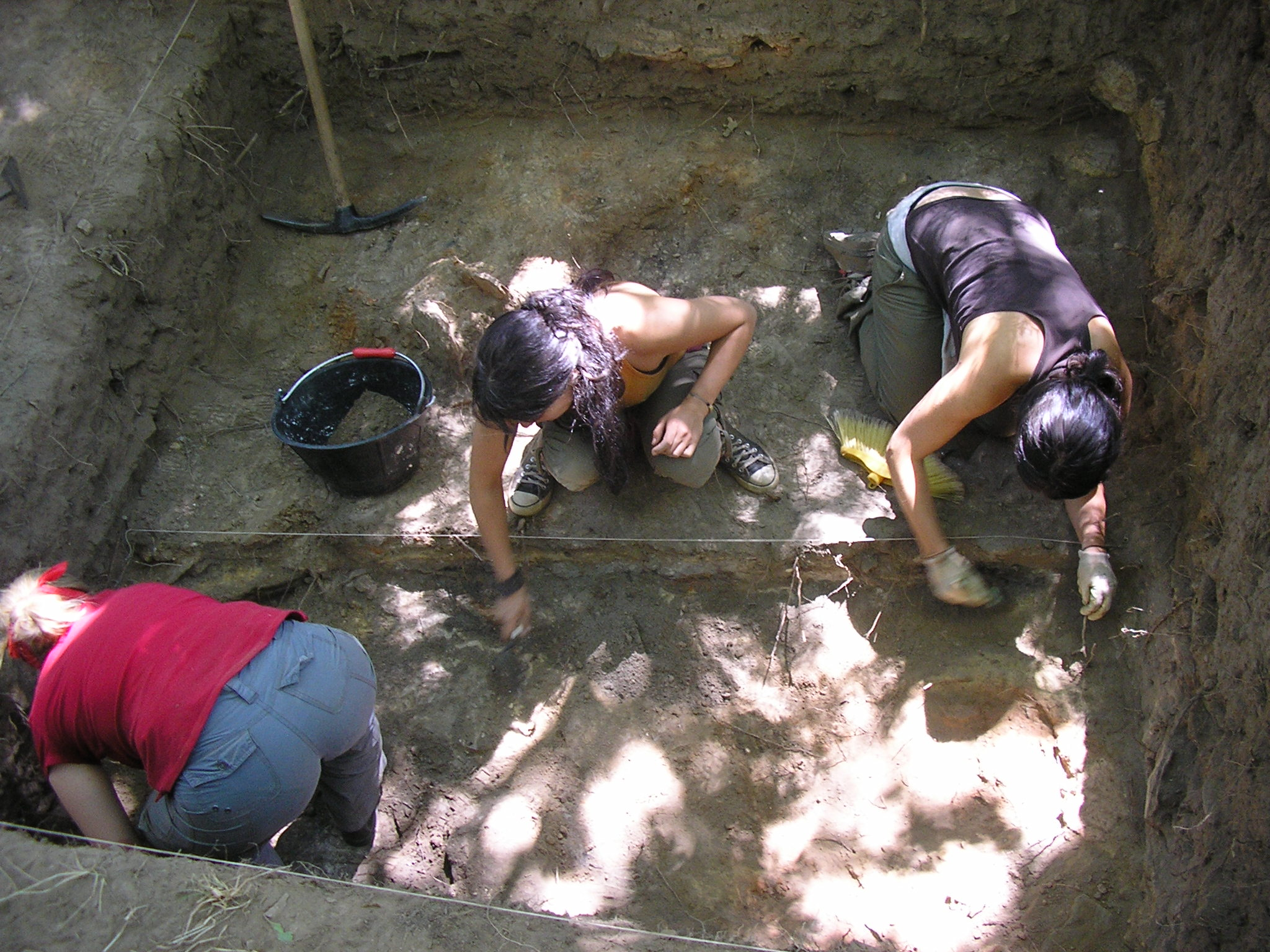
Trabajos de excavación de la cabaña de Peñas de la Cerca.

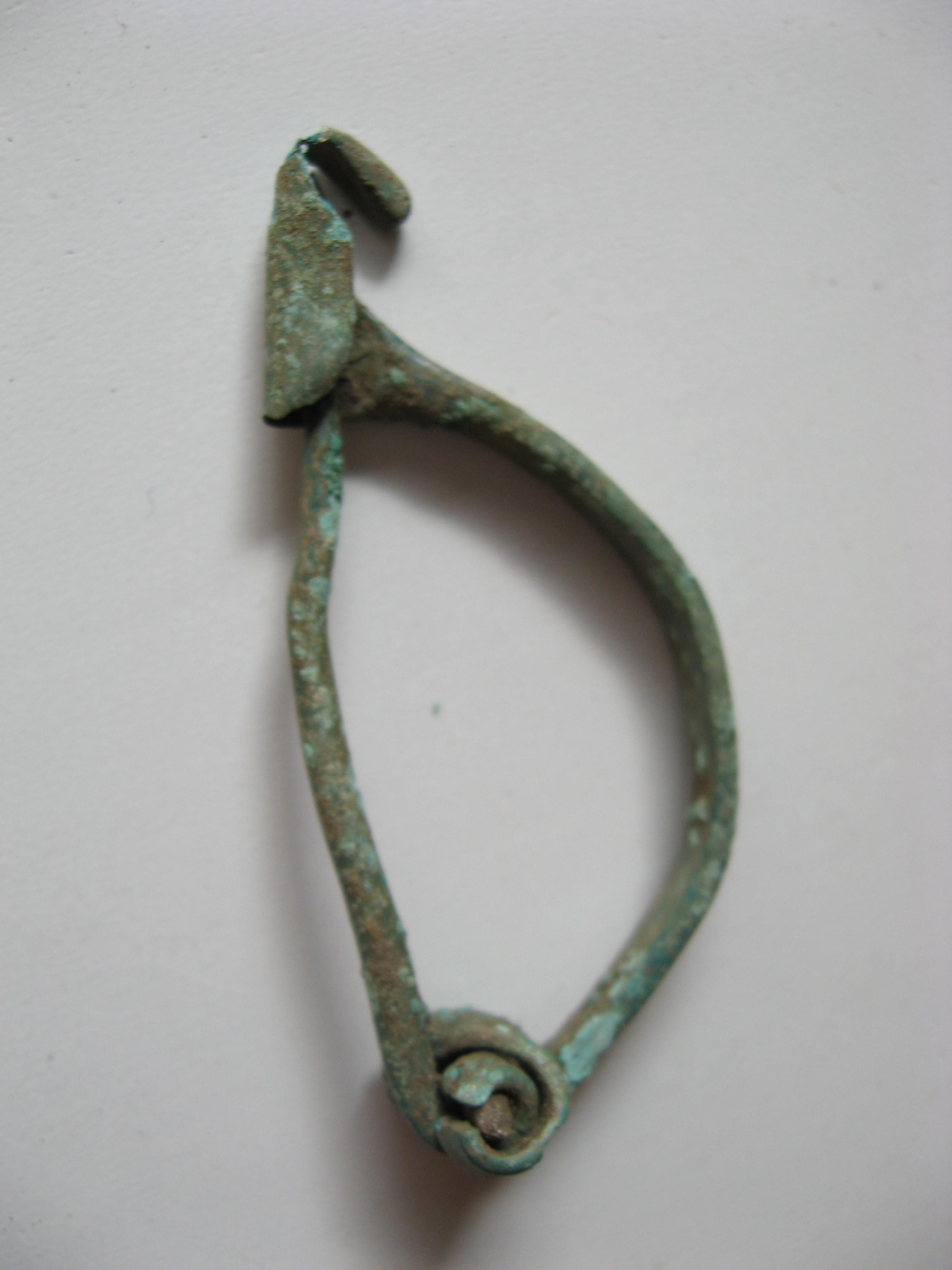
Fíbula de bronce de Peñas de la Cerca.

Esta localidad cuenta en el castro de Peñas de la Cerca con una muestra petroglifos, arte esquemático en grabado. Los motivos allí representados tienen formas cruciformes y de herraduras que se podrían fechar dentro de la II Edad del Hierro, ya que se sitúan en la parte más elevada del castro y en el que todos los materiales encontrados (cerámicas bruñidas, ﬁbulas, puntas de ﬂecha desílex, etc.) procedían de la citada II Edad del Hierro.
Posteriormente, durante la Edad Media, Rionegrito quedó integrado en el Reino de León, cuyos monarcas podrían haber acometido la repoblación de la localidad dentro del proceso repoblador llevado a cabo en Sanabria.
En la Edad Moderna, Rionegrito fue una de las localidades que se integraron en la provincia de las Tierras del Conde de Benavente y dentro de esta en la receptoría de Sanabria. No obstante, al reestructurarse las provincias y crearse las actuales en 1833, la localidad pasó a formar parte de la provincia de Zamora, dentro de la Región Leonesa, quedando integrado en 1834 en el partido judicial de Puebla de Sanabria.
Finalmente, en torno a 1850, el antiguo municipio de Rionegrito se integró en el de Rosinos de la Requejada.

### Rionegrito en elDiccionario geográfico-estadístico-histórico de España y sus posesiones de Ultramar
RIONEGRITO: aldea en la provincia de Zamora, partido judicial de Puebla de Sanabria, diócesis de Astorga, audiencia territorial y capitania general de Valladolid, ayuntamiento de Rosinos de la Requejada. SITUADO entre cerros; su CLIMA es frio y húmedo; sus enfermedades mas comunes pulmonias y tercianas. Tiene 14 CASAS; iglesia (San Andrés) anejo de Vime y buenas aguas potables. Continua con la matriz y pueblos del ayuntamiento á que corresponde. El TERRENO es desigual y de mala y mediana calidad. Los CAMINOS son locales; recibe la CORRESPONDENCIA de la Puebla. PRODUCTOS: centeno, lino y pastos; cria ganados y caza de varios animales. INDUSTRIA: telares de lienzos y estameñas. POBLACION: 10 vecinos, 39 almas. CAPITAL PRODUCTOS: 20,682 reales. IMPONIBLE: 1,968 CONTRIBUCION: 543 reales, 27 maravedises.

## Patrimonio
Destaca su arquitectura tradicional, con su peculiar mezcla de madera, piedra y pizarra.

## Naturaleza
En su término pueden verse paisajes asombrosos, como la cota del Vizcodillo, de 2121 metros.

## Fiestas

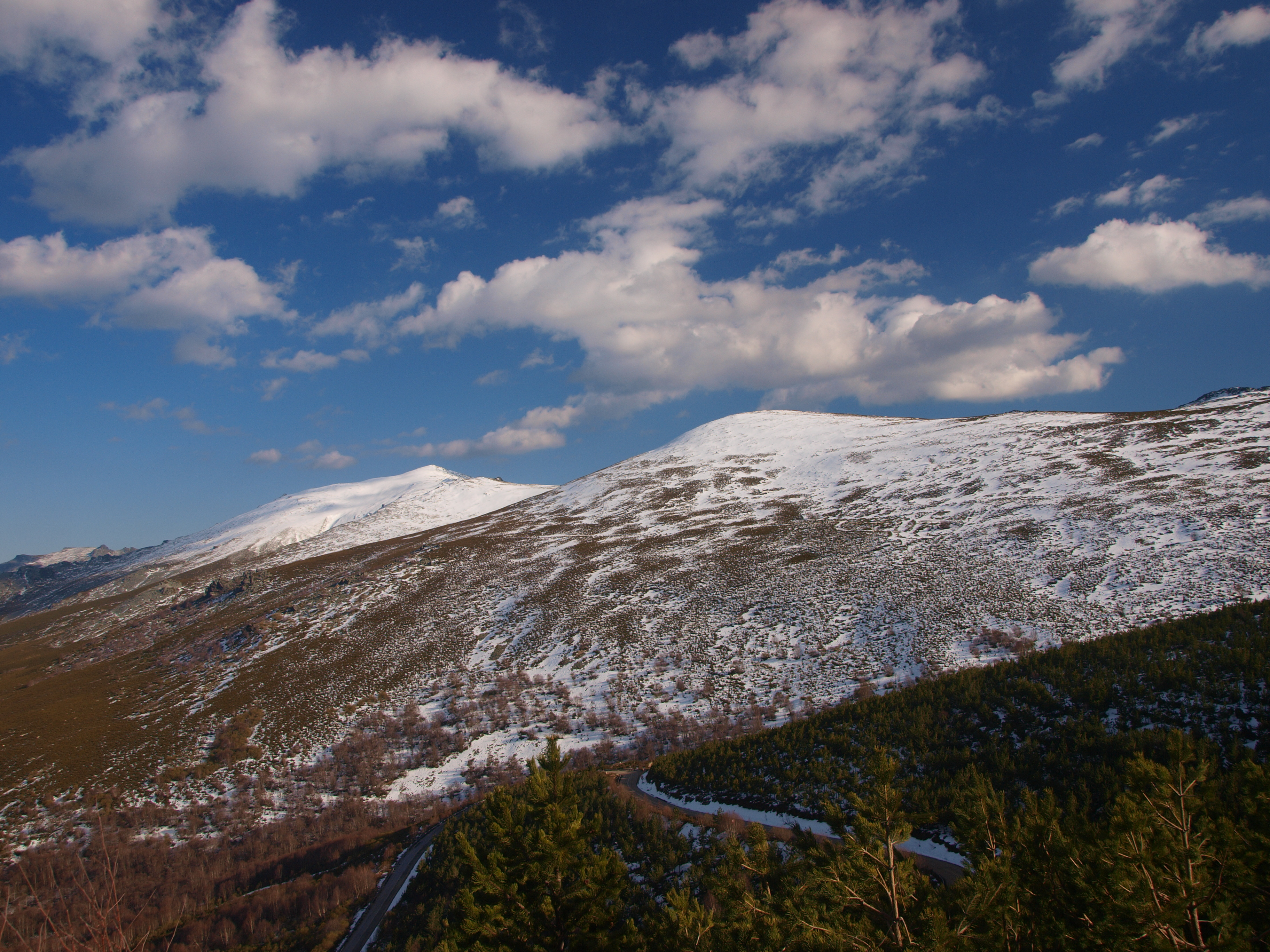
Vista del Vizcodillo.

La Virgen de Fátima, el 13 de mayo, y San Andrés, el 30 de noviembre. Debido a la escasa población que habita en Rionegrito en el periodo invernal, la Virgen de Fátima es sacada en procesión el 13 de agosto, día en el cual también hay una merienda entre sus ciudadanos.